# التدخين في كولومبيا
تم حظر التدخين في كولومبيا في مايو 2008 في مركبات النقل العام والمستشفيات ورياض الأطفال والمدارس والحانات والنوادي والمطاعم والمراكز التجارية والمطارات. كما تم حظر مناطق التدخين في الأماكن العامة المغلقة.

## الانتشار
هناك أكثر من 5 ملايين مدخن في كولومبيا. ويشكل المدخنون في سن المراهقة ما يقرب من ثلث المدخنين، وأعدادهم مستمرة في الارتفاع. وذكرت وزارة الضمان الاجتماعي والصحة أن الأمراض المرتبطة بالتدخين قتلت ما متوسطه 68 كولومبيًا يوميًا قبل تنفيذ الحظر.